# Inhale
Az Inhale a Stone Sour amerikai alternatív rockegyüttes dala a 2002-ben megjelent bemutatkozó albumukról. A dalt 2003 júliusában adták ki kislemezen. A Billboard mainstream rock slágerlistáján a 18. helyig jutott, az angol kislemezlistán pedig 63. lett. 2004-ben Grammy-díjra jelölték a Best Metal Performance kategóriában, amit végül a Metallica nyert meg.

## Számlista
1. Inhale
2. Inside the Cynic
3. Inhale (Rough Mix)
4. Inhale (Video)

## Külső hivatkozások
- Stone Sour hivatalos honlap